# Серафима (Ливен)
Игу́менья Серафи́ма (в миру светлейшая княжна О́льга Андре́евна Ли́вен; 16 (29) ноября 1913, Москва — 5 июня 2004, София, Болгария) — игуменья Княжевского женского монастыря (1949—2004) Болгарской старостильной церкви.

## Биография
Родилась 16 ноября 1913 года в семье князя Андрея Александровича Ливен (1884—1949) и его супруги Софьи Александровны (урождённой Стахович).
В 1920 году вместе с семьей эмигрировала первоначально в Константинополь, а позднее через Галлиполи оказалась в Болгарии, где духовником всей семьи стал архиепископ Серафим (Соболев). Окончила русское училище в Кенси (под Парижем), а позднее — богословский факультет Софийского университета. Под влиянием архиепископа приняла монашество с именем Серафима и возглавляла небольшую женскую православную обитель близ Софии при церкви св. Луки в местечке Кникеве.
В 1949 году основала монастырь Покрова Пресвятой Богородицы в Княжеве, игуменьей которого оставалась до своей кончины.

«Св[ященный] Синод Болгарской Церкви всех настоятельниц своих, хотя бы самых малочисленных женских монастырей в две-три сестры, именует игумениями. У болгар даже нет слова настоятельница. Если найдете возможным, то благословите мне через некоторое время, приблизительно Великим постом, посвятить М. Серафиму в сан игумении. Это желательно для престижа Русской Церкви здесь»— архиепископ Серафим (Соболев)
В 1968 году, когда в Болгарской православной церкви был введён новый календарный стиль, игуменья Серафима с сестрами Княжевского монастыря, а также архимандриты Серафим (Алексиев) и Сергий (Язаджиев) не приняли нововведений и прекратили общение с Болгарской православной церковью. Впоследвие она присоединилась к неканонической Болгарской старостильной церкви, основанной монахом Фотием (Сиромаховым).
По её мнению отступление от традиционных православных календаря и пасхалии есть этапы апостасии; что за этими шагами последуют новые, — и все сие в конечном итоге приведет к принятию антихриста и его лже-церкви, как Церкви истинной. Кроме того, Игумения Серафима подчеркивала, что православная пасхалия была утверждена Вселенским Собором, поэтому изменить её — значит отступить от установлений Вселенского Православия. Во многочасовых беседах она уделяла особенное внимания теме верности неповрежденному Православию в наши «апостасийные времена». Наряду с этим она подчеркивала, что крайности и страстность в деле отстаивания церковной истины — недопустимы. Советскую власть считала «сатанинской», «антихристовой».
Скончалась 23 мая (5) июня 2004 года после непродолжительной болезни. Отпевание Игумении Серафимы состоялось 8 июня того же года. В последний путь её проводили епископ Фотий (Сиромахов), архимандрит Сергий (Язаджиев), клир, сёстры и верующие Болгарской Старостильной Церкви.